# 公営日本一
公営日本一とは南関東公営競馬での活躍馬をたたえる為に、啓衆社によって1960年から1971年まで選出されていた年間表彰制度である。
※以下、馬齢はすべて2000年以前に使用された旧表記（数え年）にて記述する。

## 概要
- 表彰馬選定にあたっては、原則としてマスコミ関係者や各施行者代表らによる投票制が取られた。
- 1960年についてはサラブレッドから公営日本一、アングロアラブから同準日本一を選定している。
- 1961年から1969年にかけては、公営日本一、最良の4歳馬、最良の荘馬をサラブレッド・アングロアラブそれぞれから選ぶ形式となった。
- 1970年と1971年については中央競馬の啓衆社賞に倣い、公営日本一、最良の3歳牡馬・牝馬、最良の4歳牡馬・牝馬、最良の荘馬牡馬・牝馬へとカテゴリがさらに細分化されている。

各受賞馬に関しては以下の項目をそれぞれ参照。
- 公営日本一
- 公営日本一最良の3歳馬
- 公営日本一最良の4歳馬
- 公営日本一最良の荘馬

## 歴代公営日本一

### サラブレッド
| 年     | 受賞馬           | 性齢 | 年度成績 （主な重賞勝ち鞍）                        | 生産者       | 所属 | 調教師     | 馬主               |
| ------ | ---------------- | ---- | -------------------------------------------------- | ------------ | ---- | ---------- | ------------------ |
| 1960年 | オンスロート     | 牡4  | 12戦4勝 秋の鞍・ニューイヤーハンデ                 | 青森牧場     | 大井 | 田中九兵衛 | 三輪野憲治         |
| 1961年 | サキミドリ       | 牡4  | 秋の鞍                                             | 松崎一       | 大井 | 小暮嘉久   | 北沢元男           |
| 1962年 | ダイサンコトブキ | 牡6  | 18戦3勝 秋の鞍                                     | 吉田牧場     | 船橋 | 出川己代造 | 出川日出           |
| 1963年 | シンニツケイ     | 牡4  | 12戦4勝 春の鞍・秋の鞍・ニューイヤーカップ         | 扶桑牧場     | 大井 | 須田明雄   | 金井セイ           |
| 1964年 | オリオンホース   | 牡6  | 14戦9勝 東京大賞典・報知オールスターカップ         | 田村考生     | 船橋 | 谷口源吾   | 鈴木晴             |
| 1965年 | オーシヤチ       | 牡5  | 21戦7勝 東京大賞典・大井記念・東京オリンピック記念 | 田上竹弘     | 大井 | 栗田金吾   | 大久保常吉         |
| 1966年 | ゴウカイオー     | 牡7  | 18戦5勝 東京大賞典                                 | 鎌田牧場     | 大井 | 小暮嘉久   | 伊藤由五郎         |
| 1967年 | ヒカルタカイ     | 牡4  | 12戦7勝 南関東三冠・黒潮盃                         | 吉田勇       | 大井 | 鏑木文一郎 | 高井正子           |
| 1968年 | ウエルスダイバー | 牡4  | 18戦7勝 東京ダービー・東京王冠賞                   | ラッキー牧場 | 大井 | 遠間波満行 | 椙岡ひて           |
| 1969年 | ヤシマナシヨナル | 牡6  | 17戦6勝 東京大賞典・東京オリンピック記念・東京盃   | ヤシマ牧場   | 大井 | 中村要     | 藤観興業(有)       |
| 1970年 | リユウトキツ     | 牡4  | 11戦5勝 東京ダービー・東京王冠賞・東京盃           | 益田牧場     | 川崎 | 新貝一雄   | 新貝友三郎         |
| 1971年 | フジプリンス     | 牡4  | 10戦5勝 東京ダービー・東京大賞典・羽田盃           |              | 船橋 | 出川己代造 | （株）フジ・ホース |

### アングロアラブ
| 年     | 受賞馬           | 性齢 | 年度成績 （主な重賞勝ち鞍）                                 | 生産者   | 所属 | 調教師     | 馬主       |
| ------ | ---------------- | ---- | ----------------------------------------------------------- | -------- | ---- | ---------- | ---------- |
| 1960年 | センジユ         | 牡5  | 24戦7勝 銀盃・ワード賞・船橋記念                            | 三枝幸盛 | 大井 | 倉内種太郎 | 矢野千寿   |
| 1961年 | センジユ         | 牡5  | 秋の特別                                                    | 三枝幸盛 | 大井 | 倉内種太郎 | 矢野千寿   |
| 1962年 | ミヤマシユーホー | 牡5  | 12戦10勝 アラブチャンピオン・アラブチャレンジャー・ワード賞 | 富岡順平 | 大井 | 田中利衛   | 奥山喜代子 |
| 1963年 | ミヤマシユーホー | 牡6  | 20戦7勝 銀盃・船橋記念・アラブチャレンジャー                | 富岡順平 | 大井 | 田中利衛   | 奥山喜代子 |
| 1964年 | アデルバウエル   | 牡4  | 16戦9勝 アラブダービー・アラブ大賞典・アラブチャンピオン    | 茂木秀治 | 大井 | 阪本正太郎 | 茂木秀治   |
| 1965年 | アデルバウエル   | 牡5  | 15戦6勝 アラブ大賞典・アラブチャンピオン・銀盃              | 茂木秀治 | 大井 | 阪本正太郎 | 茂木秀治   |
| 1966年 | オーバマイン     | 牡5  | 17戦7勝 アラブ大賞典・アラブチャンピオン・白百合賞          | 新出清   | 船橋 | 佐藤勘市   |            |
| 1967年 | マスタング       | 牡4  | 25戦9勝 アラブ大賞典・船橋記念・シルバーカップ              | 道見忠正 | 大井 | 田中利衛   | 沢村初義   |
| 1968年 | キクマサ         | 牡5  | 13戦5勝 アラブ大賞典・アラブチャンピオン・シルバーカップ    | 三浦八蔵 | 大井 | 竹内美喜男 | 竹内幸子   |
| 1969年 | センジユスガタ   | 牡5  | 17戦11勝 アラブ大賞典                                       | 平取白瀬 | 大井 | 佐野誠三   | 浪川英雄   |
| 1970年 | グリンバーデー   | 牝4  | 14戦7勝 アラブダービー・アラブチャンピオン・アラブ王冠賞    | 福原謙吉 | 船橋 | 岡林喜和   | 渡辺勝夫   |
| 1971年 | ダイニヒロボシ   | 牡4  | 13戦5勝 アラブチャンピオン・白百合賞・八王子記念            |          | 船橋 | 宮下雅身   | 會田兵一郎 |